# Segunda Guerra de Shaba
A Segunda Guerra de Shaba foi uma guerra que ocorreu em 1978 quando a Frente Nacional de Libertação do Congo (FNLC), separatistas de Catanga, apoiados pelos governos de Angola e de Cuba, invadiram Shaba (ou Catanga) no Zaire, de suas bases no leste de Angola. Mobutu Sese Seko pediu o apoio de forças militares da França e da Bélgica para uma intervenção militar destinada a repelir a invasão, como na Primeira Guerra de Shaba, um conflito do ano anterior 
A Frente Nacional de Libertação do Congo (FNLC) tomou Coluezi 
Os Estados Unidos supervisionaram as negociações entre os governos de Angola e do Zaire para um acordo de paz e o cessar de apoio para as insurgências em seus respectivos países. O Zaire interrompeu momentaneamente sua assistência à Frente para a Libertação do Enclave de Cabinda (FLEC), Frente Nacional de Libertação de Angola (FNLA) e União Nacional para a Independência Total de Angola (UNITA), e Angola retirou o seu apoio aos separatistas de Shaba.
Os Estados Unidos colaboraram com a França para repelir os invasores, no que foi a primeira cooperação militar entre os dois países desde a Guerra do Vietnã.